# Jenny Wilson
Jenny Wilson, svensk sangerinde/sangskriver, født 20. oktober 1975 i Blekinge, Sverige.
I 1997 grundlagde hun bandet First Floor Power og udgav to albums, There Is Hope og Nerves. I 2004 forlod hun bandet og gik solo. Jenny fik en pladekontrakt hos Rabid Records, efter hun optrådte som gæstevokal på The Knifes album Deep Cuts. Hendes første soloalbum Love and Youth udkom i 2005 i Sverige.
Jennys andet soloalbum Hardships! udkom på CD og vinyl den 25. februar 2009.

## Diskografi
- Love and Youth (2005)
- Hardships! (2009)

## Turné i 2009
Fra den 1. april 2009 til 4. september 2009, var Jenny Wilson på turné i skandinavien, hvor hun bl.a. optrådte i Malmø, Gøteborg, Aalborg, Århus, Oslo, København, Kolding, Odense, Helsinki osv. Endvidere spillede hun på Roskilde Festival i 2006 og 2009.